# Plattenrock des Zacharias Haderer
Der 2002 gefundene Plattenrock gilt als wichtiges Beispiel mittelalterlicher Rüstungen. Eine Verbindung zum Ritter Zacharias Haderer liegt nahe, lässt sich jedoch nicht beweisen.
Ende 2002 fand ein Sondengänger auf dem Areal der Burgruine Hirschstein bei Irsham in Niederbayern (Landkreis Passau) ein relativ gut erhaltenes Exemplar eines Plattenrockes. Die Burg wurde um 1367 vom Hochstift Passau zerstört. Die um 1350 zu datierende Panzerung könnte dem Feldhauptmann Herzog Albrecht III., andernorts als „Raubritter“ geführten Zacharias Haderer gehört haben, der die Burg kurz zuvor in Besitz genommen hatte. Besonders gut erhalten hat sich die Brustplatte, an der vier Eisenketten (Mamelieres) angebracht sind. An solchen Ketten waren ehemals die Waffen des Kriegers befestigt, um sie so vor Verlust zu schützen. Insgesamt konnten etwa 30 Teile der Rüstung geborgen werden. An den Rändern sind noch einige Nietköpfe erhalten, die ehemals den textilen Überzug der Panzerung fixierten. Außerdem fanden sich Armbrustbolzen, Werkzeugteile und Schlüssel.
Der Fund wurde anfangs nur wenig von der Fachwelt beachtet und in seiner Bedeutung verkannt. Noch heute wird er gelegentlich als Plattenharnisch interpretiert, bei dem die Metallplatten außen sichtbar waren.

Plattenröcke auf Epitaphen
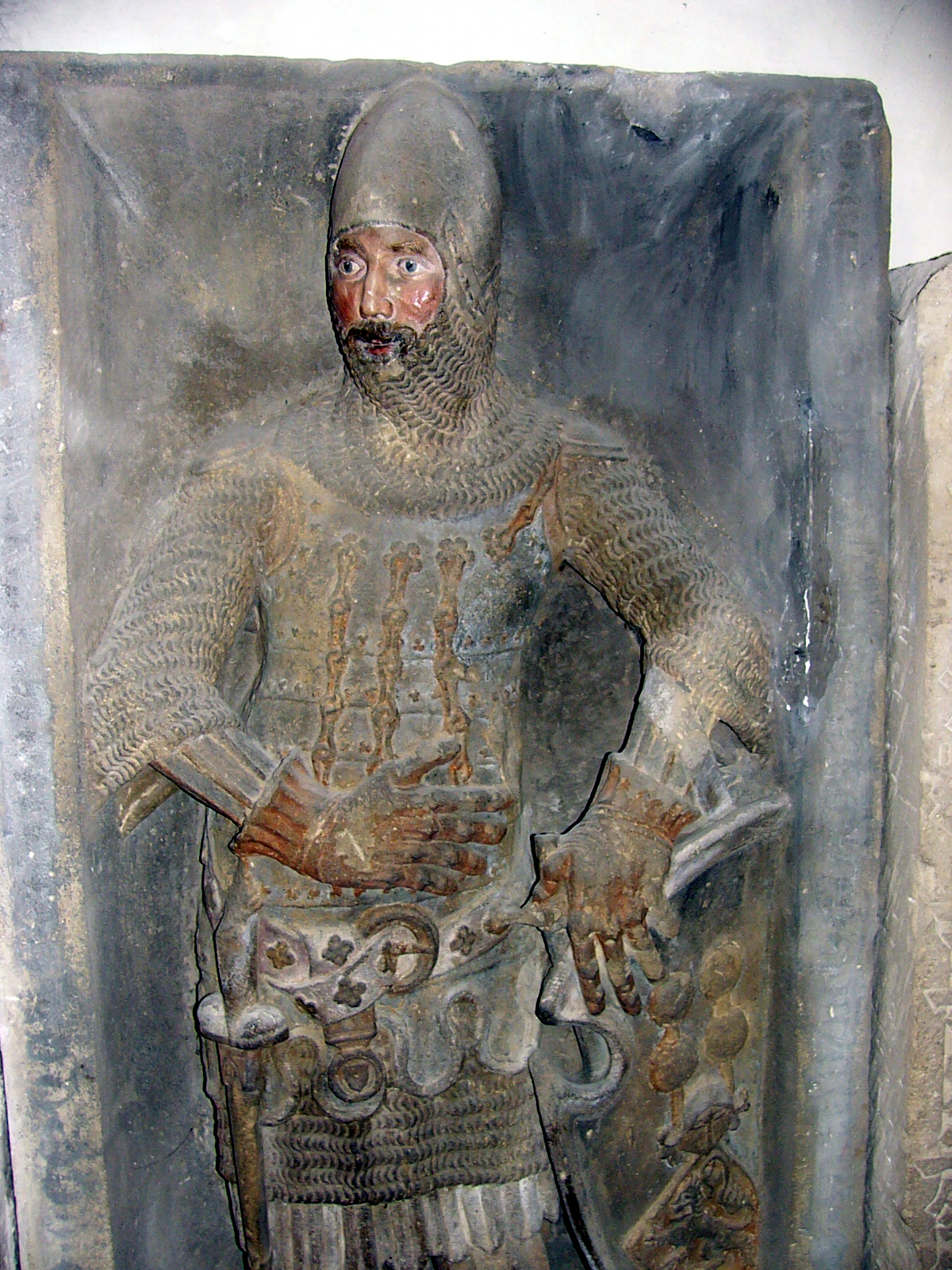
Wolfskeelmeister für Graf Otto VI. von Weimar-Orlamünde († 1340), um 1350? (Kloster Himmelkron)
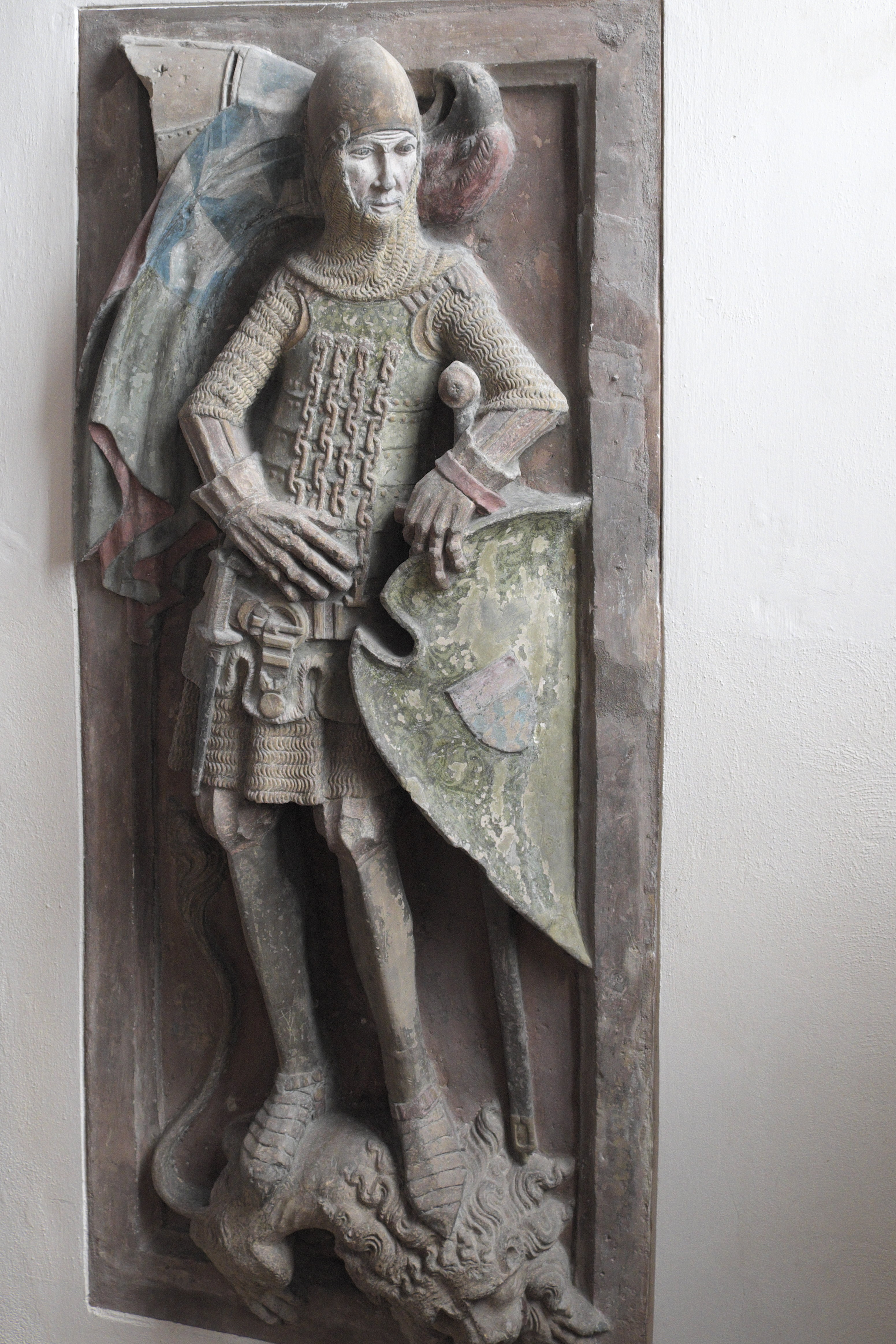
Ritter Walter von Bopfingen († 1336) von 1359 (Bopfingen, Ev. Stadtkirche St. Blasius)

Erst als der Bodenfund im April 2007 in einem Münchner Versteigerungskatalog erschien, wurde der Direktor des Bayerischen Armeemuseums in Ingolstadt darauf aufmerksam. Das Bayerische Landesamt für Denkmalpflege erklärte die Rüstung zu einem beweglichen Denkmal, so dass ein Verkauf ins Ausland nicht möglich war. Nur auf diese Weise konnten unter anderem mehrere amerikanische Museen aus dem Verkauf herausgehalten werden, die zum Teil eine siebenstellige Summe geboten hätten. Das Museum konnte den Panzer schließlich für 66.000 Euro für seine Sammlung erwerben. Neben den Exemplaren aus den Massengräbern bei Visby gilt die Rüstung als eines der ältesten erhaltenen Beispiele eines Plattenrockes in Europa. Durch den guten Erhaltungszustand und die bisher nur auf mittelalterlichen Darstellungen und Grabdenkmälern nachweisbaren Mamelieres zählt der Plattenrock zu den bedeutendsten waffenkundlichen Bodenfunden der letzten Jahrzehnte.
Das Münchner Auktionshaus hatte die Fragmente nur teilweise auf eine Figurine montiert. Im Februar 2014 gelang es dem Bayerischen Armeemuseum mit einer Gruppe internationaler Spezialisten aus Philadelphia, London, Coburg, München und Ingolstadt erstmals, eine stimmige Rekonstruktion des Plattenrockes herzustellen. Das Ergebnis wurde der Öffentlichkeit zum ersten Mal bei der Bayerischen Landesausstellung Kaiser Ludwig der Bayer in Regensburg präsentiert. Zwei weitere Rekonstruktionsversuche und eine erneute Restaurierung folgten. 2016 versuchte zudem eine wissenschaftliche Abschlussarbeit an der Universität Augsburg eine Rekonstruktion. Nach aktuellem Stand sind von dem Plattenrock noch etwa 25 % der ursprünglichen Teile erhalten.
Die 2017 erfolgte erneute Rekonstruktion ist derzeit in der neu eingerichteten Schatzkammer des Bayerischen Armeemuseums zusammen mit den im Museum befindlichen Beifunden ausgestellt.